# لویک پرین
لویک پرین (انگلیسی: Loïc Perrin؛ زادهٔ ۷ اوت ۱۹۸۵) بازیکن فوتبال اهل فرانسه است.
از باشگاه‌هایی که در آن بازی کرده‌است می‌توان به باشگاه فوتبال سن-اتین اشاره کرد.
وی همچنین در تیم‌های ملی فوتبال زیر ۱۸ سال فرانسه و زیر ۲۱ سال فرانسه بازی کرده‌است.